# «Кадиллак» Долана
«„Кадиллак“ Долана» (англ. Dolan's Cadillac) — повесть американского писателя Стивена Кинга в жанре триллера, опубликованная в 1985 году. Изначально издавалась отдельной книгой, в 1993 году вошла в состав сборника «Ночные кошмары и фантастические видения».
В 2008 году повесть была экранизирована.

## Сюжет
Повествование ведётся от лица Томаса (Тома) Робинсона — школьного учителя, живущего в Лас-Вегасе. Он стал вдовцом после того, как богатый криминальный авторитет Джеймс Долан убил его жену Элизабет при помощи заминированного автомобиля, чтобы помешать ей дать показания в суде против него. Убийство остаётся нераскрытым, и Робинсон, неискушённый в искусстве мести, впадает в депрессию, однако в течение 7 последующих лет Робинсон, которого мысленно преследует голос Элизабет, придумывает свой план возмездия.
Обнаружив, что Долан на своём автомобиле марки «Cadillac» (конкретная модель не упоминается в тексте) регулярно ездит одним и тем же маршрутом по Трассе 71 из Лас-Вегаса в Лос-Анджелес, Робинсон решает обманом заставить Долана пропустить объезд по своему обычному маршруту и похоронить его заживо в его автомобиле (никакой другой план мести не имел бы шансов, поскольку автомобиль был очень надёжным, а сам Долан — чрезвычайно бдительным). Робинсон устраивается на тяжёлую летнюю работу в бригаду дорожных рабочих, где учится управлять тяжёлым оборудованием, необходимым для выкапывания продолговатого кювета (достаточно длинного и глубокого, чтобы вместить автомобиль, но не настолько широкого, чтобы из автомобиля можно было выбраться через его двери).
Обстоятельства идеально складываются для Робинсона — дорожные работы, которыми он воспользовался, будут проводиться тогда, когда Долан будет ехать по Трассе 71 в праздничные выходные 4 июля, и Робинсон сможет сделать ловушку, не опасаясь, что ему помешают, хотя физические усилия и умственное напряжение, связанные с выполнением этого в одиночку, оказываются для Робинсона мучительными. Однако ловушка Робинсона срабатывает и «Cadillac» Долана проваливается в яму, когда изменённый участок дороги обрушивается под его весом. Один телохранитель Долана погибает в аварии, а второй, которому блоком цилиндров сломало обе ноги, кричит от боли, что побуждает Долана застрелить его. Робинсон приветствует Долана и объявляет ему о своём намерении похоронить заживо. Долан обращается к Робинсону, заставляя его наклониться к автомобилю, и затем стреляет по нему через крышу, но промахивается. Робинсон приступает к похоронам.
Долан сначала пытается вести переговоры с Робинсоном и затем умоляет отпустить его, но постепенно звуки земли, падающей на крышу автомобиля, подрывают его рассудок; Робинсона же не интересует ни одно из предложений Долана, но он предлагает одно из своих — он освободит Долана, если он сможет крикнуть так же громко, как звук взрыва в автомобиле, убившего жену Робинсона. Ни одна из попыток Долана не оценивается Робинсоном как достаточная и он с восторгом слышит, как Долан сходит с ума. Долан из последних сил кричит: «Ради Бога, Робинсон! Ради любви Господней!», когда тот укладывает на место последний кусок брусчатки. Вернувшись в Лас-Вегас, Робинсон попадает в больницу от истощения и серьёзной травмы спины; он полностью выздоравливает и больше не возвращается к дорожным работам, а после прошедшей песчаной бури понимает, что его ловушка останется скрытой.
Исчезновение Джеймса Долана остаётся практически незамеченным, и пресса шутит, что он «играет сейчас где-нибудь в домино или гоняет шары с Джимми Хоффой». Робинсон размышляет о том, что однажды его ловушка всё же приведёт к обрушению дороги в месте её расположения и она будет обнаружена; но спецификации, которыми Долан защищал себя, по иронии судьбы гарантируют, что этого не произойдет в течение длительного времени, и дорогу в этом месте могут просто снова засыпать. Также он отмечает, что иногда ездил по Трассе 71, а в последний раз помочился на то место, где, по его мнению, похоронен Долан, но после этого стал ездить другим маршрутом. В конце Робинсон сообщает, что голос Элизабет больше не преследует его, но иногда ему мимолётно видится разложившийся Долан.

## Персонажи
- Томас (Том) Робинсон — школьный учитель начальных классов. Старше 40 лет. Из-за Долана стал вдовцом.
- Джеймс (Джимми) Долан — крупный криминальный авторитет, убивший жену Робинсона. Ему около 50 лет.
- Элизабет Робинсон — жена главного героя. Была убита Доланом.

## Факты
При написании повести Кинг вдохновлялся рассказом Эдгара Аллана По «Бочонок амонтильядо».

## Экранизация
В 2008 году на экраны вышла экранизация повести. Главные роли в ней сыграли Уэс Бентли, Кристиан Слейтер и Эммануэль Вожье.